# Siringa (medicina)

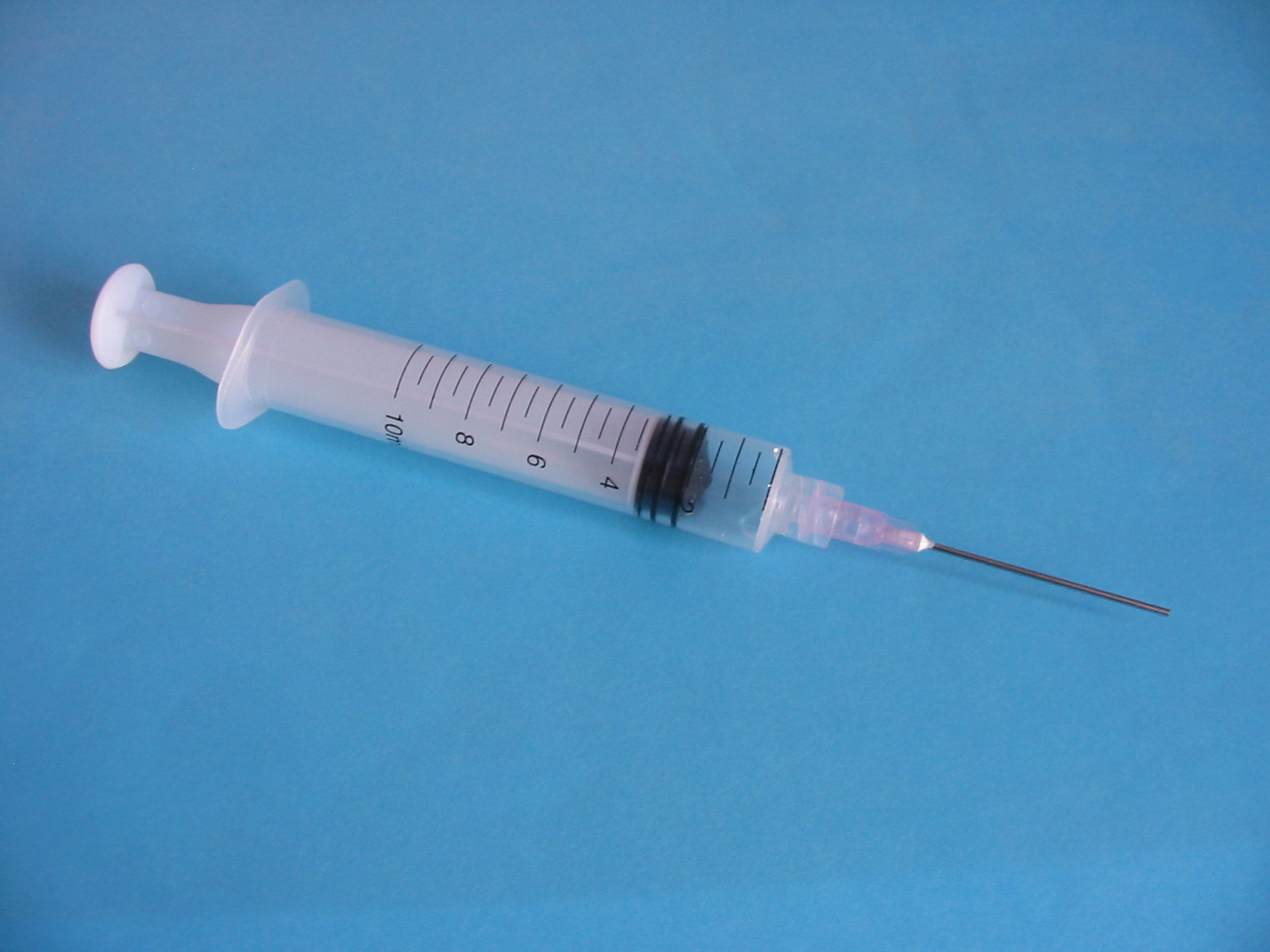
Una siringa da 10 mL

La siringa (dal greco σῦριγξ, canna e quindi galleria, canale, condotto) è un presidio medico monouso in plastica atossica e apirogena utilizzato per iniettare medicinali e per effettuare prelievi di vari liquidi organici e riproduttori. Il gommino posto all'estremità dello stantuffo sigilla il canale contenente i fluidi quando lo si preme per iniettare le sostanze.

## Storia
Si narra che il primo a iniettere qualcosa in vena fu l'architetto Sir Christopher Wren nel 1659, iniettò un infuso di oppio in un cane usando per ago una penna e una vescica come siringa.
Le attuali siringhe sono state sviluppate attorno al 1853 da Charles Pravaz e Alexander Wood. Attualmente la maggior parte delle siringhe è realizzata in plastica, monouso, con l'ago preinnestato. In passato veniva usato il vetro e le siringhe venivano riutilizzate previa sterilizzazione in autoclave o semplice bollitura in ambito casalingo.

## Caratteristiche tecniche

Ago di una siringa al microscopio

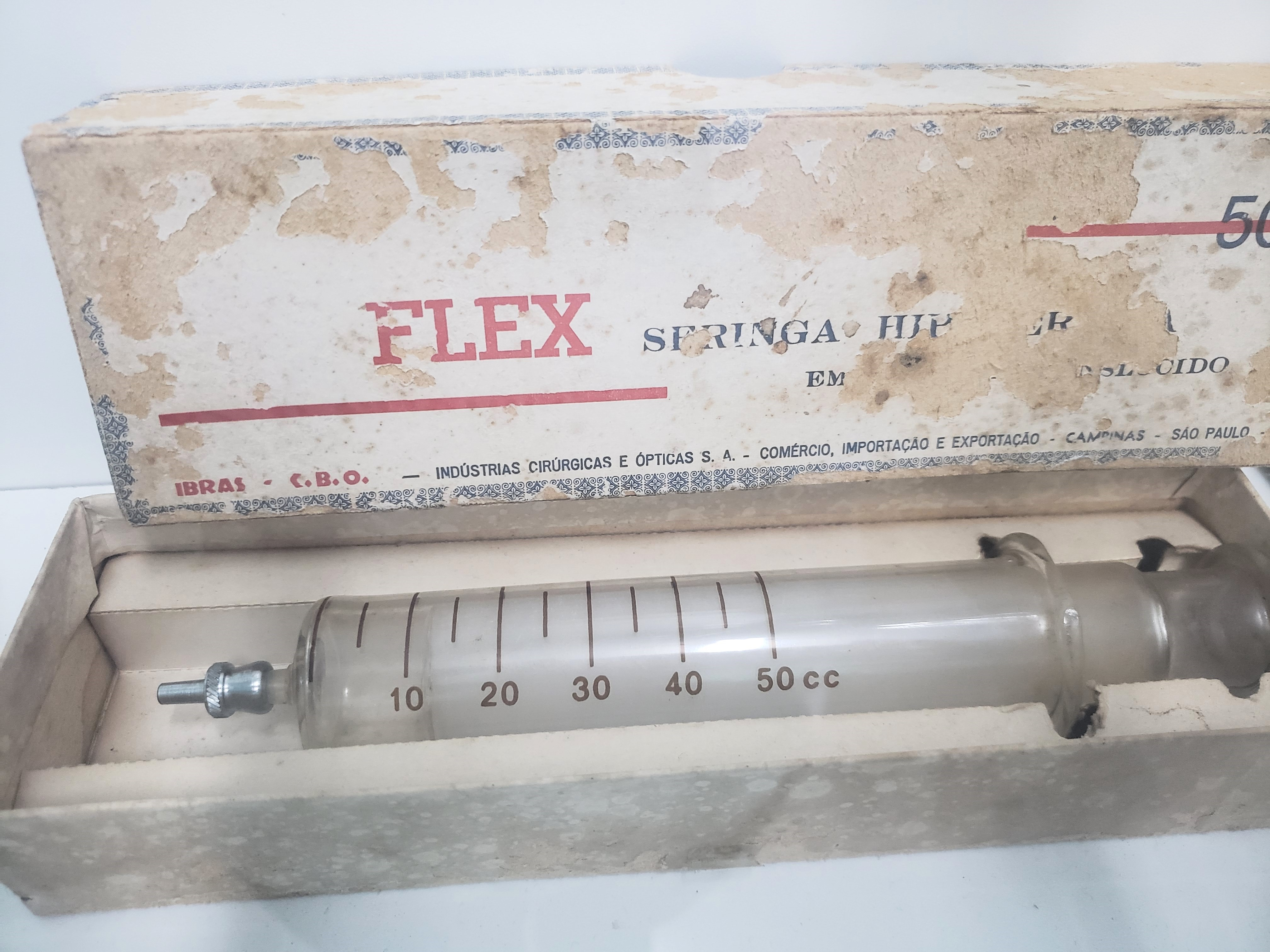

La siringa presenta un corpo trasparente formato da un corpo cilindrico cavo all'interno del quale scorre uno stantuffo a tenuta. È formata da 3 parti:
- cilindro (detto anche corpo, camicia, parte esterna o camera) su cui sono indicate le tacche di misura. La capacità di una siringa standard è in millilitri e in diversi formati; quelli più usati sono da 2,5 ml, 5 ml[6], ma anche da 10 ml e 60 ml. Caso particolare è la siringa di insulina, disponibile nei formati da 100 e 50 UI (Unità Internazionale) dove 100 unità corrispondono 3,47 mg;
- stantuffo (o pistone);
- raccordo (o punta) su cui viene innestato un ago, anch'esso cavo, tramite cui passano liquidi e gas. Il raccordo può essere di tipo luer-slip o luer-lock: il primo consiste in un semplice incastro grazie alla pressione ed attrito tra le parti, il secondo ha un sistema di avvitamento che blocca l'attacco dell'ago per evitarne la rimozione accidentale.[7].

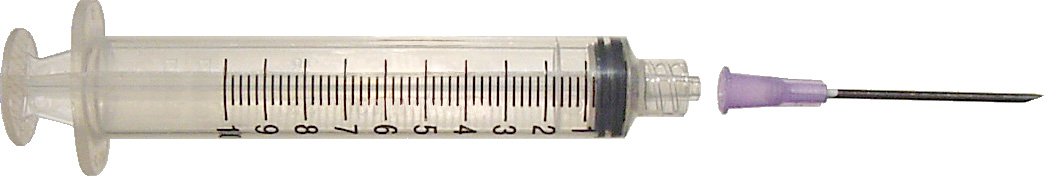
Una siringa con raccordo Luer-Lock maschio e un ago con raccordo Luer-Lock femmina (viola) che si avvita al suo interno

Siringa monouso da 2 ml con raccordo luer slip e ago ipodermico calibro 21 monouso collegato e cappuccio dell'ago.

L'estremità interna dello stantuffo deve essere munita di un anello o di una capsula di gomma per garantire la scorrevolezza controllata e costante del pistone. Il pistone spinto a fondo non deve lasciare soluzione di farmaco residua all'interno del cilindro. Inoltre la siringa si trova confezionata in carta o plastica rigida al fine di mantenere la sterilità. Essa è generalmente sterilizzata ad ossido di etilene o a raggi gamma e il confezionamento sterile ha una validità di cinque anni.

## Descrizione
I settori nel mercato delle siringhe e degli aghi comprendono siringhe monouso e di sicurezza, penne per iniezione, iniettori senza ago, pompe per insulina e aghi speciali. Le siringhe ipodermiche vengono utilizzate con aghi ipodermici per iniettare liquidi o gas nei tessuti corporei o per rimuoverli dal corpo. L'iniezione di aria in un vaso sanguigno è pericolosa, poiché può causare un'embolia gassosa; prevenire le embolie rimuovendo l'aria dalla siringa è uno dei motivi per cui si usa l'immagine familiare di tenere una siringa ipodermica rivolta verso l'alto, picchiettarla per rilasciare le bolle che aderiscono al cilindro, ed espellere tutta l'aria fino a che non fuoriesce anche una piccola quantità di liquido, prima dell'iniezione nel flusso sanguigno.
Il cilindro di una siringa è in plastica o vetro, solitamente presenta segni graduati che indicano il volume del fluido nella siringa ed è quasi sempre trasparente. Le siringhe di vetro possono essere sterilizzate in autoclave. Le siringhe di plastica possono essere costruite con design in due o tre parti. Una siringa in tre parti contiene uno stantuffo/pistone in plastica con una punta in gomma per creare una tenuta tra il pistone e il cilindro, dove viene prodotta una siringa in due parti per creare un adattamento perfetto tra lo stantuffo di plastica e il cilindro per creare la tenuta senza la necessità di un pistone di gomma sintetica separato. Le siringhe in due parti sono state tradizionalmente utilizzate nei paesi europei per impedire l'introduzione di materiali aggiuntivi come l'olio di silicone necessario per lubrificare gli stantuffi in tre parti. La maggior parte delle siringhe mediche moderne sono di plastica perché sono abbastanza economiche da poter essere smaltite dopo essere state utilizzate una sola volta, riducendo il rischio di diffusione di malattie trasmissibili per via ematica. Il riutilizzo di aghi e siringhe ha causato la diffusione di malattie, in particolare HIV ed epatite, tra i consumatori di droghe per via endovenosa. Le siringhe vengono comunemente riutilizzate anche dai diabetici, poiché possono effettuarne diverse in un giorno con più iniezioni giornaliere di insulina, il che diventa un problema di convenienza per molti. Anche se la siringa e l’ago vengono utilizzati da una sola persona, questa pratica è comunque pericolosa poiché può introdurre batteri dalla pelle nel flusso sanguigno e causare infezioni gravi e talvolta letali. In ambito medico, gli aghi e le siringhe monouso riducono efficacemente il rischio di contaminazione incrociata.
Le siringhe mediche vengono talvolta utilizzate senza ago per somministrare per via orale medicinali liquidi a bambini piccoli o animali, o latte a piccoli animali giovani, perché la dose può essere misurata con precisione ed è più facile spruzzare il medicinale nella bocca del soggetto invece di persuaderlo a bere da un misurino.

### Design delle punte
Le siringhe sono dotate di diversi design per l'area in cui la lama si blocca sul corpo della siringa. Forse il più noto di questi è il Luer Lock, che semplicemente attorciglia i due.
I corpi dotati di una connessione piccola e semplice sono noti come punte a scorrimento e sono utili quando la siringa viene collegata a qualcosa che non dispone di un meccanismo di bloccaggio a vite.
Simile a questa è la punta del catetere, che è essenzialmente una punta scorrevole ma più lunga e affusolata, che la rende adatta per essere spinta in oggetti dove la rastremazione in plastica può formare una tenuta ermetica. Questi possono essere utilizzati anche per il risciacquo di ferite o grandi ascessi in uso veterinario.
C'è anche una punta eccentrica, dove l'ugello all'estremità della siringa non è al centro della siringa ma di lato. Ciò fa sì che la lama attaccata alla siringa si trovi quasi in linea con le pareti della siringa stessa e vengono utilizzati quando la lama deve avvicinarsi molto al parallelo con la pelle (ad esempio quando si inietta in una vena o un'arteria superficiale).

### Siringhe da insulina U-100 standard
Le siringhe per utilizzatori di insulina sono progettate per l'insulina U-100 standard. La diluizione dell'insulina è tale che 1 ml di liquido insulinico contiene 100 "unità" standard di insulina. Poiché le fiale di insulina sono generalmente da 10 ml, ciascuna fiala contiene 1000 unità.
Le siringhe da insulina sono realizzate appositamente per le auto-iniezioni e hanno caratteristiche amichevoli:
- aghi più corti[16], poiché le iniezioni di insulina sono sottocutanee (sotto la pelle) anziché intramuscolari,
- aghi di calibro più sottile[16], per meno dolore,
- contrassegni nelle unità di insulina per semplificare il prelievo di una dose misurata di insulina[17]
- spazio morto ridotto per ridurre le complicazioni causate da un ordine di prelievo improprio di diversi dosaggi di insulina[18].

### Siringhe ad ago "multishot"
Esistono siringhe ad ago progettate per ricaricarsi da un serbatoio incorporato (contenitore) dopo ogni iniezione, in modo che possano effettuare più iniezioni con un solo riempimento. Queste siringhe non sono molto utilizzate nella medicina umana a causa del rischio di infezioni che possono essere trasmesse attraverso l'ago. Un'eccezione è l'auto-iniettore personale di insulina utilizzato dai pazienti diabetici e nelle siringhe a doppia camera destinate a fornire una soluzione salina pre-riempita dopo il farmaco.

### Siringhe per l'estrazione del veleno
Le siringhe per l’estrazione del veleno sono diverse dalle siringhe standard, perché di solito non perforano la ferita. I tipi più comuni hanno un ugello di plastica che viene posizionato sulla zona interessata, quindi il pistone della siringa viene tirato indietro, creando un vuoto che presumibilmente risucchia il veleno. I tentativi di trattare i morsi di serpente in questo modo sono specificamente sconsigliati, poiché sono inefficaci e possono causare ulteriori lesioni.
Siringhe di questo tipo vengono talvolta utilizzate per estrarre larve di mosche umane dalla pelle.

### Orale
Una siringa orale è uno strumento di misurazione utilizzato per misurare con precisione le dosi di farmaci liquidi, espresse in millilitri (mL). Non hanno punte filettate, perché non è necessario avvitare ago o altro dispositivo su di esse. Il contenuto viene semplicemente spruzzato o aspirato dalla siringa direttamente nella bocca della persona o dell'animale.
Le siringhe orali sono disponibili in varie dimensioni, da 1 a 10 ml e più grandi. Una siringa orale è tipicamente di colore viola per distinguerla da una siringa per iniezione standard con punta luer. Le dimensioni più comunemente utilizzate sono 1 ml, 2,5 ml, 3 ml, 5 ml e 10 ml.

### Siringhe dentali
Una siringa dentale è utilizzata dai dentisti per l'iniezione di un anestetico. Consiste in una siringa a retrocarica dotata di una cartuccia sigillata contenente una soluzione anestetica.
Nel 1928, Bayer Dental sviluppò, coniò e produsse un sistema a cartuccia sigillata con il marchio registrato Carpule®. Il titolare del marchio è Kulzer Dental GmbH.
Le carpule sono state a lungo riservate ai prodotti anestetici per uso dentale. È praticamente un pallone senza fondo. Quest'ultimo è sostituito da un tappo in elastomero che può scorrere nel corpo della cartuccia. Questo tappo verrà spinto dallo stantuffo della siringa. Il collo è chiuso con un cappuccio di gomma. Il dentista inserisce la cartuccia direttamente in una siringa di acciaio inossidabile, con un ago a doppia punta (monouso). La punta posta sul lato della cartuccia fora la capsula e il pistone spingerà il prodotto. Non vi è quindi alcun contatto tra il prodotto e l'aria ambiente durante l'uso.
Lo strumento ausiliario (generalmente parte di un motore dentale) utilizzato per fornire acqua, aria compressa o nebbia (formata dalla combinazione di acqua e aria compressa) alla cavità orale allo scopo di irrigazione (ripulire i detriti dall'area in cui sta lavorando il dentista on), viene anche chiamata siringa dentale o ugello per l'irrigazione dentale.
Una siringa/ugello a 3 vie è dotata di canali interni separati che forniscono aria, acqua o una nebbia creata combinando l'aria pressurizzata con il flusso d'acqua. La punta della siringa può essere separata dal corpo principale e sostituita quando necessario.
Nel Regno Unito e in Irlanda, per iniettare la lidocaina nelle gengive dei pazienti vengono utilizzate siringhe manuali.

### Siringhe a risparmio di dose
Una siringa dose-sparing è quella che riduce al minimo la quantità di liquido rimanente nel cilindro dopo che lo stantuffo è stato premuto. Queste siringhe sono dotate di una combinazione di ago e siringa e di una sporgenza sulla faccia dello stantuffo per espellere il liquido dal mozzo dell'ago. Tali siringhe erano particolarmente popolari durante la pandemia di COVID-19 poiché i vaccini scarseggiavano.

### Regolamento
In alcune giurisdizioni, la vendita o il possesso di siringhe ipodermiche può essere controllato o proibito senza prescrizione medica, a causa del suo potenziale utilizzo con farmaci endovenosi illegali.

## Usi non medici
La siringa ha molte applicazioni non mediche.

### Applicazioni di laboratorio
Le siringhe ipodermiche monouso di grado medico sono spesso utilizzate nei laboratori di ricerca per comodità e basso costo. Un'altra applicazione consiste nell'utilizzare la punta dell'ago per aggiungere liquidi in spazi molto ristretti, come il lavaggio di alcuni apparecchi scientifici. Sono spesso utilizzati per misurare e trasferire solventi e reagenti dove non è richiesta un'elevata precisione. In alternativa, è possibile utilizzare siringhe da microlitro per misurare e dosare le sostanze chimiche in modo molto preciso utilizzando un capillare di piccolo diametro come cilindro della siringa.
La struttura in polietilene di queste siringhe monouso le rende solitamente piuttosto resistenti agli agenti chimici. Esiste tuttavia il rischio che il contenuto delle siringhe perda plastificanti dal materiale della siringa. Qualora ciò costituisca un problema, si possono preferire siringhe di vetro non monouso. Le siringhe di vetro possono anche essere preferite laddove è importante un livello di precisione molto elevato (ad esempio analisi chimiche quantitative), perché le loro tolleranze ingegneristiche sono inferiori e gli stantuffi si muovono più agevolmente. In queste applicazioni, il trasferimento di agenti patogeni solitamente non costituisce un problema.
Utilizzate con un ago lungo o una cannula, le siringhe sono utili anche per trasferire fluidi attraverso setti in gomma quando viene escluso l'ossigeno o l'umidità atmosferica. Gli esempi includono il trasferimento di reagenti sensibili all'aria o piroforici come rispettivamente bromuro di fenilmagnesio e n-butillitio. Le siringhe di vetro vengono utilizzate anche per iniettare piccoli campioni per la gascromatografia (1 μl) e la spettrometria di massa (10 μl). Con la siringa è possibile utilizzare anche i driver della siringa.

### Cucina
Alcuni usi culinari delle siringhe sono l'iniezione di liquidi (come il sugo) in altri alimenti o la produzione di alcune caramelle.
Le siringhe possono essere utilizzate anche durante la cottura della carne per esaltarne il sapore e la consistenza iniettando i succhi all'interno della carne e durante la cottura al forno per iniettare il ripieno all'interno di una pasta frolla. È comune che queste siringhe siano realizzate con componenti in acciaio inossidabile, compreso il cilindro. Ciò facilita il facile smontaggio e la pulizia.

### Altri usi
Le siringhe vengono utilizzate per riempire le cartucce d'inchiostro delle penne stilografiche.
Le applicazioni comuni in officina includono l'iniezione di colla in punti stretti per riparare giunti dove lo smontaggio è poco pratico o impossibile; e iniettare lubrificanti sulle superfici di lavoro senza fuoriuscite.
A volte viene utilizzata una grande siringa ipodermica senza ago per i cuccioli di mammifero molto piccoli da cui allattare durante l'allevamento artificiale.
Storicamente, le grandi pompe che utilizzano il movimento alternativo per pompare l'acqua venivano chiamate siringhe. Pompe di questo tipo furono utilizzate come prime attrezzature antincendio.
Esistono siringhe a fontana in cui il liquido è in un sacchetto o in una lattina e va all'ugello tramite un tubo. In passato a questo scopo venivano utilizzate le siringhe a clistere.
Lo snus sfuso viene spesso applicato utilizzando siringhe modificate. L'ugello viene rimosso in modo che l'apertura corrisponda alla larghezza della cavità. Lo snus può essere imballato saldamente nella cavità e immerso nel labbro superiore. Anche le siringhe, chiamate porzionatrici, vengono prodotte per questo particolare scopo.

## Cronologia storica

De Medicina dell'autore romano Aulo Cornelio Celso, in seguito il primo libro di testo di medicina ad essere stampato.

- Le siringhe a pistone venivano usate nei tempi antichi. Nel I secolo d.C. Aulo Cornelio Celso ne menziona l'uso per trattare le complicanze mediche nel suo De Medicina[31].
- IX secolo: il chirurgo iracheno/egiziano Ammar ibn 'Ali al-Mawsili' creò una siringa utilizzando un tubo di vetro cavo e un'aspirazione per rimuovere la cataratta dagli occhi dei pazienti, una pratica rimasta in uso almeno fino al XIII secolo[32].
- I nativi americani precolombiani crearono i primi aghi e siringhe ipodermiche utilizzando "ossa cave di uccelli e vesciche di piccoli animali"[33][34].
- 1650: Blaise Pascal inventò una siringa (non necessariamente ipodermica) come applicazione di quella che oggi è chiamata legge di Pascal.
- 1844: il medico irlandese Francis Rynd inventò l'ago cavo e lo utilizzò per effettuare le prime iniezioni sottocutanee registrate, in particolare un sedativo per il trattamento della nevralgia[35].
- 1853: Charles Pravaz[36] e Alexander Wood[37] svilupparono indipendentemente siringhe mediche con un ago abbastanza sottile da perforare la pelle. La siringa di Pravaz era d'argento e utilizzava un meccanismo a vite per erogare i fluidi. La siringa di Wood era di vetro, consentendo di vederne e misurarne il contenuto, e utilizzava uno stantuffo per iniettarlo. È effettivamente la siringa che viene utilizzata oggi.
- 1865: Charles Hunter coniò il termine "ipodermico" e sviluppò un miglioramento della siringa che bloccava l'ago in posizione in modo che non venisse espulso dall'estremità della siringa quando lo stantuffo era premuto, e pubblicò una ricerca che indicava che le iniezioni di il sollievo dal dolore potrebbe essere somministrato in qualsiasi parte del corpo, non solo nella zona dolorante, ed essere comunque efficace[38].
- 1867: La Medical and Chirurgical Society di Londra indaga se i narcotici iniettati avevano un effetto generale (come sostenuto da Hunter) o se funzionavano solo a livello locale (come sostenuto da Wood). Dopo aver condotto test sugli animali e sollecitato il parere della più ampia comunità medica, si schierarono fermamente dalla parte di Hunter[38].
- 1899: Letitia Mumford Geer brevetta una siringa che può essere azionata con una mano e che può essere utilizzata per iniezioni rettali auto-somministrate[39][40].
- 1946: Chance Brothers[41] a Smethwick, West Midlands, Inghilterra, produce la prima siringa interamente in vetro con cilindro e stantuffo intercambiabili, consentendo così la sterilizzazione di massa dei componenti senza la necessità di abbinarli.
- 1949: l'inventore australiano Charles Rothauser crea la prima siringa ipodermica monouso in plastica al mondo nella sua fabbrica di Adelaide[42].
- 1951: Rothauser produce le prime siringhe stampate ad iniezione in polipropilene, una plastica che può essere sterilizzata a caldo. Sono stati realizzati milioni per i mercati australiani e di esportazione.
- 1956: al farmacista e inventore neozelandese Colin Murdoch vengono concessi i brevetti neozelandese e australiano per una siringa di plastica usa e getta[43].